# Bad Mother Trucker
Bad Mother Trucker è il quinto album studio del gruppo pop punk statunitense Ten Foot Pole, pubblicato il 24 settembre 2002 da Victory Records.

## Tracce
- Tutte le tracce scritte da Dennis Jagard, eccetto Happy Daze e Shelter scritte da Kevin Ruggeri

1. Plastic - 2:20
2. Giving Gravity A Hand - 2:33
3. Do It Again - 2:25
4. Happy Daze - 2:48
5. Armchair Quarterback - 2:16
6. Nova Scotia - 2:34
7. Sarah Jones - 2:30
8. One Hero - 2:15
9. Shelter - 2:14
10. Wanna Be Alone - 1:54
11. Fall in Line - 2:20
12. Riptide - 2:56

## Formazione[2]
- Dennis Jagard - voce, organo
- Steve Carnan a.k.a. Steve Von Treetrunk - prima chitarra
- John Chapman a.k.a. Johnny Smoke - basso, voce d'accompagnamento, organo
- Kevin Ruggeri - batteria, voce d'accompagnamento, voce principale in Shelter, organo